# Centaurea achaia
Centaurea achaia — вид квіткових рослин айстрових (Asteraceae). Ендемік півдня Греції.

## Морфологія та біологія

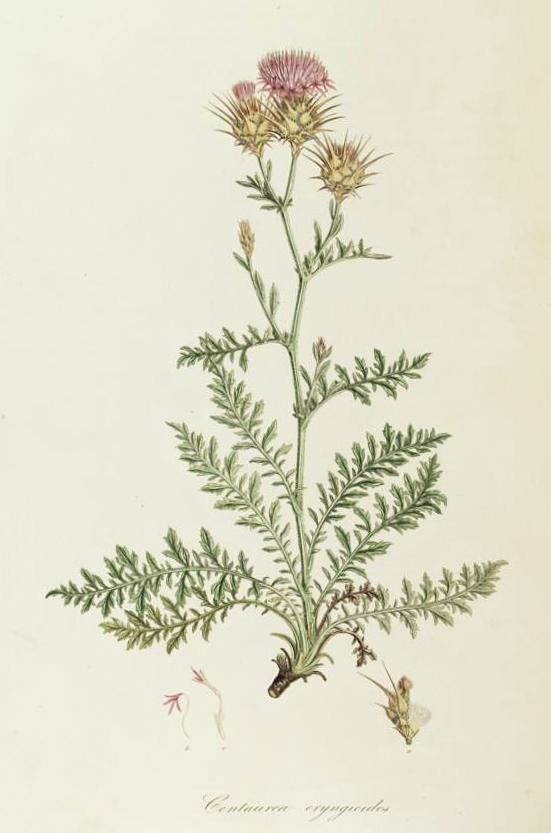
ілюстрація

Стебла павутинисто-запушені, 15–35 см. Листки шкірясті, перисті, сегменти ланцетні, зубчасті або цілісні. Приквітки яйцеподібні, шорсткі, голі. Колір квітів рожевий.
Займає біотоп спільноти скелястих схилів на висотах 50–1000 метрів.